# Batalla d'Aguere
La batalla d'Aguere o batalla de La Laguna és el nom que rep la batalla que va tenir lloc el 14 de novembre de 1494 i que predetermina definitivament la conquesta de l'illa de Tenerife pels castellans liderats per Alonso Fernández de Lugo. Encara que la data exacta apareix controvertida per a alguns historiadors, el més probable és que tingués lloc a mitjan novembre. La batalla es va produir mig any després de la derrota del mateix Fernández de Lugo, en el que va ser el major desastre castellà durant la conquesta de l'arxipèlag canari, la primera batalla d'Acentejo, també denominada com la població que allí es va fundar, La Matanza de Acentejo. La batalla d'Aguere (topònim aborigen per a l'actual ciutat de La Laguna) pot considerar-se militarment com l'escaramussa inicial d'una batalla que es va solucionar més tard i de forma definitiva en el mateix Acentejo, en el que es coneix com a segona batalla d'Acentejo (ocorreguda prop de la població que allí es va fundar, La Victoria de Acentejo), on va perir una gran part dels guerrers guanxes i dels seus capitans. Amb això va acabar l'últim focus important de resistència guanxe a la conquesta de les illes Canàries.

## Context històric
La Batalla d'Aguere no pot ser considerada, segons el parer d'alguns historiadors, com un esdeveniment aïllat, sinó que ha d'estudiar-se dins del context històric immediatament anterior i posterior (derrota castellana a Acentejo i rendició guanxe en Los Realejos) i inscrita en el període que s'estén des de mitjan segle xiv a finals del XV.

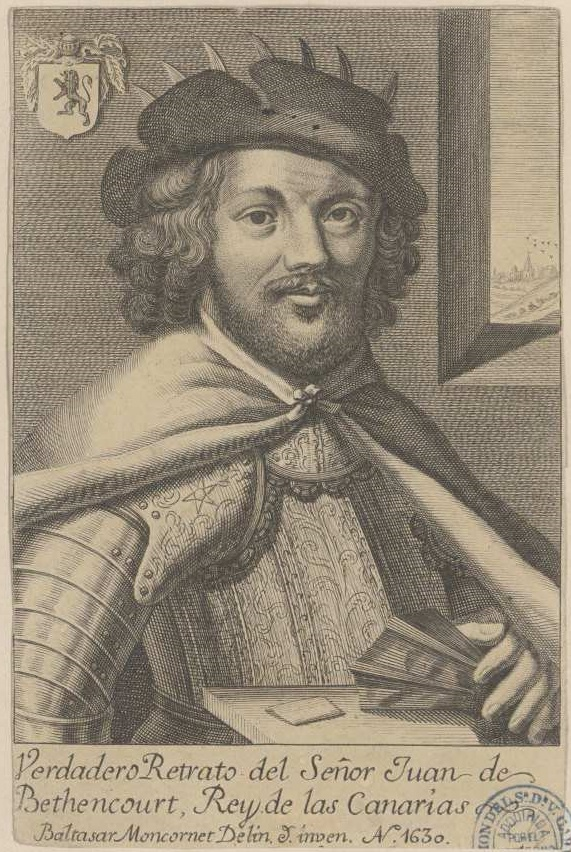
Jean de Béthencourt

Per analitzar amb precisió els antecedents de la batalla, es fa necessari relacionar-los amb l'època històrica que els emmarca:
- Segle XIV: al juny de 1341, dues naus noliejades pel rei de Portugal arriben a les illes sota el comandament de Niccoloso da Recco i d'Angiolino del Teggihia de Corbizzi. Al seu retorn, el mateix Boccaccio escriu un retrat sobre el poble guanx, basant-se en les dades subministrades per da Recco.[2]
- Segle XIV: el 7 de novembre de 1351, el papa Climent VI crea el Bisbat de Telde a Canàries, com a territori a evangelitzar, amb el consegüent flux de religiosos catòlics.
- Segle XV: el papa comissiona als normands per evangelitzar Canàries, sota el mandat de Jean de Bethencourt. L'any 1400 comencen les expedicions militars organitzades per conquistar l'arxipèlag. Se signen tractats de pau a Lanzarote i Fuerteventura, donant-se per conquistades La Gomera i El Hierro sense enfrontaments armats. Jean de Bethencourt intenta la conquesta de Gran Canària i inicia activitats a La Palma i Tenerife, però, sense acord i sense possibilitats militars, desisteix. Posteriorment, els Béthencourt venen els seus drets de conquesta sobre les illes a la corona castellana. Comencen immediatament les expedicions militars castellanes. El primer comandant, Guillén Peraza, mor en un enfrontament a La Palma.

- 1464: Diego de Herrera intenta penetrar a Tenerife. Arriba a un acord amb el tagoror de Tenerife, que li permet establir-se a l'illa,[3] encara que alguns historiadors afirmen que fins a la mort de Diego i la iniciativa del seu fill Sancho, no existeix un assentament estable d'espanyols a Tenerife.[4]
- 1470: els espanyols són expulsats de Tenerife. Escaramusses a les tres illes, sobretot a Gran Canària.
- 1481: Carta de Calataiud: pacte "entre els Regnes de les Espanyes i el Regne de Canàries", signat el 30 de maig a Calataiud, per Tenesor Semidán, en nom del Regne de Canàries, i Ferran el Catòlic, rei d'Aragó, en nom dels Regnes de les Espanyes. El pacte consistia en la incorporació de Canàries a la Corona de les Espanyes, a canvi del respecte a les estructures polítiques i socials, els costums culturals i la llibertat dels guanxes.[5]
- 1482: grups de rebels liderats per Guayarmina Semidán i Bentejuí es refugien en els cims de Gran Canària.
- 1484: el 29 d'abril Guayarmina Semidán s'entrega, mentre que Bentejuí i el Faycan de Telde se suïciden llançant-se per un barranc. Petits grups de rebels es reparteixen pels cims, en caserius de difícil accés per als espanyols. A La Gomera, els amotinats liderats per Hautacuperche ajusticien a Hernán Peraza. Pedro de Vera viatja a l'illa per sufocar la rebel·lió i captura i esclavitza als rebels.[1]
- 1493: el 29 de setembre Alonso Fernández de Lugo arriba per primera vegada a Canàries, desembarcant a La Palma. Signa un acord de pau amb els benhaorites de Mayantigo, en les mateixes condicions negociades per Tenesor Semidán. Tigalate i Mazo també se sumen a l'acord, mentre que els oposats al pacte, liderats per Tanausú, es refugien en els cims d'Aceró.[5]

## Antecedents de la batalla

### Alonso és nomenat Adelantado
En el mateix any de 1493, Alonso Fernández de Lugo havia sol·licitat i obtingut dels Reis Catòlics el títol d'Adelantado i la llicència per explorar i conquerir Tenerife: 
| « | El que més va fer va ser Dn. Alonso Fernández de Lugo, que era Alcaide de la torre de Lagaete i d'allí sortia algunes vegades i entrava a Tenerife en parts remotes, on feia algunes preses de poca consideració. Dn. Alonso Fernández de Lugo es va determinar passar a Espanya a demanar llicència a la seva Majestat per aconseguir-la a la seva costa, que ell buscaria qui li ajudés. Fuéle concedida la llicència que demanava i per mandat de les seves Majestats els Reis Catòlics Reis Ferran i Isabel, se li van atorgar escriptures de concert i seient sobre les condicions de la conquesta, i li van donar títol de Capità General d'elles des del cap d'Aguer fins al de Bujador, en les parts d'Àfrica; i que havent conquistat aquestes illes de Tenerife i La Palma, les seves Majestats nomenarien persona que amb ell entengués en el repartiment de les seves terres i heretaments, com més aviat s'especifica en la conducta; la seva data any de 1493. Aconseguida aquesta mercè per Dn. Alonso Fernández de Lugo, va parlar a alguns cavallers poderosos d'Espanya si volien ajudar-li en la conquesta, que partiria amb ells de les preses de bestiar i captius que es fes i entrarien en part segons el cabal amb que cadascun entrés.../... A la fama de la conquesta es van allistar molts soldats i es van reunir molts nobles sense interès de paga i deutes seus; i alguns que tenien parents dels primers conqueridors que havien anat a Lanzarote i Fuerteventura i altres illes amb Bethencourt. Van passar el general i els seus capitans i soldats a Cadis, on estaven previnguts dos navilis per al viatge. Van sortir del port i van anar a l'illa de Gran Canària; i informant a les altres illes conquistades per si li volien ajudar, alguns van venir en la seva companyia amb molta voluntat que totes les illes estiguessin de catòlics i a l'obediència dels Reis de Castella. | » |

### Nova expedició
A principis de maig, una expedició polític-militar capitanejada pel mateix Alonso Fernández de Lugo i formada per 30 navilis, 100 cavallers i entre 1.000 i 2.000 (xifra que oscil·la depenent de la font consultada) infants castellans, més alguns aliats natius, desembarca a Tenerife per Añaza.
Alonso arriba a acords de pau amb Añaterve, cabdill guanx del Menceyat de Güímar, l'Adeje, el d'Abona, el d'Anaga (Beneharo) que formen l'anomenat bàndol de paus, procliu a acceptar el domini dels castellans i els seus aliats militars. Les converses amb altres menceyats no arriben a cap acord i l'aliança militar contra els conqueridors (o bàndol de guerra) queda integrada pel menceyat de Taoro (Bencomo), el menceyat d'Icod, el menceyat de Daute, el menceyat de Tegueste i el menceyat de Tacoronte.

### Derrota castellana a Acentejo

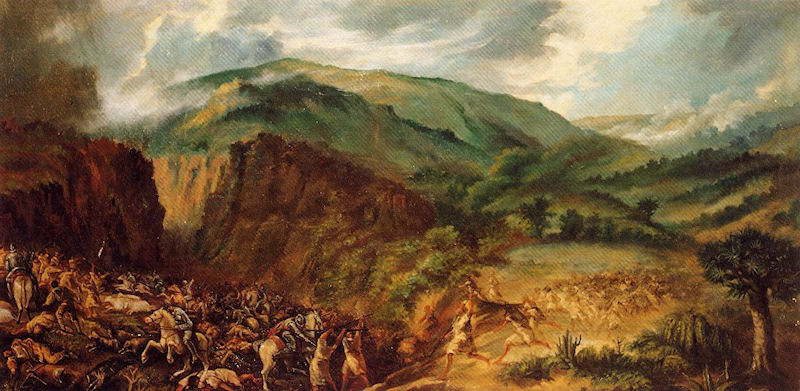
Primera Batalla d'Acentejo

- Maig de 1494: primera batalla d'Acentejo, la denominada també Matança d'Acentejo, que va produir-se en el fons del barranc del mateix nom, en el punt per on avui discorre el Camí de Santo Domingo,[7] i en la qual els castellans aprofiten per primera vegada les seves aliances amb els guerrers de Güímar i de Gran Canària, caient tot l'exèrcit en una emboscada del germà de Bencomo, Tinguaro o Chimenchia (segons les fonts), i sent finalment massacrats pels guerrers de refresc que acompanyaven a Bencomo.

### Alonso reuneix noves tropes
Després de la primera batalla d'Acentejo, Alonso Fernández de Lugo va tornar a Gran Canària, pràcticament sense tropa després de la mortaldat soferta en la batalla (entre 1.000 i 2.000 soldats i tropes auxiliars, segons els diferents historiadors) i va establir relació amb Francisco del Palomar, Nicolás de Angelote, Guillermo del Blanco i Mateo Viña, mercaders genovesos que es trobaven a Gran Canària. Aquests donen el 15 de juny un poder a Gonzalo Xuárez Maqueda davant Gonzalo de la Rubia, escriba públic, per traslladar-se a Espanya i aconseguir l'associació de nobles i plebeus a l'empresa.
Maqueda va arribar a Cadis i en vista de la seva falta d'èxit en aquella ciutat, passa a Sanlúcar de Barrameda, on sol·licita el socors de Juan Guzmán, duc de Medina Sidonia, a qui «va considerar com tan del servei de Déu en la dilatació del seu sant nom, i del servei del Rei en l'augment dels seus vassalls, afegint-se aquella illa de Tenerife a les altres que estaven conquistades». A l'octubre, el duc accepta participar en l'empresa amb «600 homes i 30 a cavall, nomenant mestre de Camp a Bartolomé Estupiñán Cabeza de Vaca, i per capità dels 30 genets a Diego de Mesa, i altres capitans i oficials per a la referida infanteria» (Béthencourt Alfonso dona la xifra de 670 peons i 80 genets). A aquest contingent es van sumar uns 500 soldats castellans, que van ser preparats per l'Adelantado i el seu amic Lope Fernández de la Guerra, entre els quals es trobaven els que van escapar del desastre d'Acentejo, així com un petit contingent enviat per Doña Inés Peraza, senyora de Lanzarote.

### El desembarcament
La tropa reunida va embarcar al novembre en sis caravel·les i en una dotzena de barcasses i caravel·les menors, dirigint-se al port de Santa Cruz de Tenerife. El total d'homes ascendia a uns 1.200, amb una petita companyia de cavalleria i una mica d'artilleria, és a dir, una tropa lleugerament inferior en nombre a la qual va sofrir l'any anterior la derrota en el barranc d'Acentejo, encara que millor preparada i ensinistrada. Sobre el 10 de novembre va desembarcar de nou a Tenerife, per Añaza, amb el propòsit de dur a terme la conquesta definitiva de l'última illa que no reconeixia encara la sobirania de la Corona de Castella.

## La batalla i el seu desenvolupament

### L'armament dels dos exèrcits
Respecte a l'armament amb que els guerrers de Bencomo van acudir a la batalla, es tractava del que tradicionalment s'usava, amb petites diferenciacions, en totes les illes. Els guanxes portaven les seves armes tradicionals, el tamarco agafat al braç i el banot o banote, llança de fusta endurida al foc, i no portaven cuirasses o escuts, encara que eren experts i temibles llançadors d'afilades pedres, com la que va deixar malferit al propi Adelantado en l'anterior batalla celebrada prop de La Matanza de Acentejo. La proporció de 6 a 1 o de 12 a 1 que els historiadors citen (depenent de les fonts), respecte a un i un altre bàndol, podia ser suficient pels guanxes en terreny escarpat o amb avantatges estratègics, però era clarament insuficient per a un enfrontament en pla, davant d'un exèrcit disciplinat, cohesionat i alerta. Un dels historiadors que millor relacionen l'armament dels nadius, Abreu i Galindo, ho descriu així, encara que referit a l'usat a Gran Canària: 
| « | Les armes amb que els canaris barallaven i renyien les seves pendències eren, com en les altres illes, uns garrots amb porres als caps, que anomenaven magados, i vares punxegudes torrades, que anomenaven amodages; i aquestes armes els servien, fins que els cristians van venir, que van fer algunes a la seva manera, com fossin tarjas que eren com a rodeles, i espases de tea torrades. També s'aprofitaven de pedres, que hi havia entre ells alguns de tanta força i destresa, que d'una pedrada derrocaven una penca de palmera. També usaven d'uns enfilalls de pals torrats a manera de fletxes, de fins a cinc a sis pams de llarg, agudes les puntes, que les tiraven com a llances i les enclavaven on volien. El valent Doramas, com va veure que els cristians se li apropaven, va enviar a dir si hi havia entre ells algun cavaller que amb ell es volgués provar. … Entre els de cavall venia un gentilhome anomenat Juan de Hoces, que va dir ell volia provar la seva persona amb el canari, que no coneixia; i va anar on estava Doramas. El qual, quan el va veure venir, li va tirar un susmago com a dard, el qual li va traspassar l'adarga i cota que portava, pel pit, i va caure mort. Pedro de Vera va sentir granment, i va començar a sortir a ell amb molt repòs. … i que quedava a prop de Doramas li va tirar un susmago, el qual va rebatre l'adarga i l'hi va passar de llarg i, de costat al cos, no ferint amb el susmago; i va procurar ajuntar-se més, per tirar-li un altre al Doramas; i Pedro de Vera va baixar quant va poder el cos, i el susmago va passar per alt… Veient doncs el capità Rejón a l'Adargoma i el dany que havia fet i feia en els nostres, anés per a ell amb grandíssim ànim i coratge, protegint-se quant podia dels seus cops que donava amb una espasa de pal major que un muntant i molt pesada amb què derrocava i encara matava qualsevol home que aconseguia i els cavalls els mancava i encara els desjarretava amb tanta força i lleugeresa que no els era possible als nostres aconseguir-li amb els cops de ferida que li tiraven. Va acudir Rejón amb esforç a socórrer on feia gran estrall Maninidra, i protegint-se d'un dels seus desatentats cops perquè era arma llarga sense entrar a cop d'espasa… Doramas va assenyalar molts amb la seva espasa de fusta torrada, molt gran i pesant, que després un home molt fort dels nostres no podia manejar-la amb dos braços, i ell amb una mà la manejava lleugermanent i feia molt gran camp al voltant perquè tots es guardaven dels seus forts cops que al cavall que aconseguia el desjarretava i tallava braç o cama com si fora de ferro i encara pitjor perquè no tenien cura els seus cops i ferides. Tiraven llances de tea tot a puny que passaven l'escut i a un home de banda a banda, i el pitjor les fortes pedrades a braç molt grans i certeres com a tiratges amb ballestes. … I de gran destresa en la baralla amb les armes que portaven, que era a la seva manera d'espasa de pal torrat i de fusta molt forta; portaven rodells molt grans d'altura d'un home, eren d'una fusta lleugera estoposa d'un arbre anomenat Drago. L'espasa l'anomenava majido i el broquel tarja; les espases eren primes, i punxegudes; portaven en les rodelles les seves divises pintades a la seva manera de blanc i colorit d'almagra, manejaven l'espasa amb molta destresa. Tenien una altra arma a manera de xuixo petit de tea torrat i el llançaven a puny sense errar el blanc al que apuntaven. … Usaven així mateix de les pedres tirades a mà amb tanta força com un trabuc. Les escollides per a la batalla eren molt llises i amanyades, provocaven danys importants… | » |

 Sembla evident que, malgrat el seu rusticitat i senzillesa, l'armament guanxe, en determinades situacions, feia greus danys en els exèrcits castellans, com l'havia demostrat la recent primera batalla d'Acentejo.
Quant als castellans, militarment estaven millor preparats que en la primera batalla, encara que en un nombre lleugerament inferior. Portaven suficient artilleria, arcabussers, arquers, ballesters, piquers i rodellers, uns 70 cavallers amb armadura completa, a cavall. Especialment temibles eren els piquers i la cavalleria d'armadura completa, que en l'anterior batalla no va poder desplegar-se adequadament a causa del significatiu embolic que va suposar controlar el bestiar capturat, a més de l'estretor del lloc.

### Situació estratègica de tots dos bàndols
Després de fortificar el real de Santa Cruz amb dues torrasses, l'exèrcit castellà es va disposar, en la matinada del dia 13 al 14, en ordre de marxa al peu del camí de la Costa, que era un punt estratègic per on es realitzava —i es realitza— l'ascensió des de la costa a la vega de San Cristóbal de La Laguna. Mantenint el real de Santa Cruz com a base d'operacions, possibilitava una retirada ordenada en cas de derrota, ja que comptava amb la flota fondejada a la badia.
Des del punt de vista estratègic, l'altiplà de San Cristóbal de La Laguna era de vital importància per a l'avanç en la conquesta de l'illa. El camí per accedir-hi des de la costa, el camí de la Costa, en aquells temps estava cobert per una vegetació extremadament frondosa i poblada d'atofada muntanya alta, amb abundants pins, ginestells, faigs, cardats, brucs, palmeres, dragos, sabinaa i altres espècies, de la qual únicament quedava exempta «una trocha de 28 vares d'ample» oberta a través del bosc per al pas dels bestiars transhumants, que arrencava al costat de la part sud del que avui és la caserna de San Carlos, per l'antic camino de las Pescadoras, per unir-se al Camino Viejo de la Cuesta, a l'ermita de Gracia i a La Laguna. Aquesta situació convertia el seu ascens en temps de guerra en una perillosa aventura.
Lugo va deixar guarnit el campament de Santa Cruz per evitar una sorpresa i va apostar en l'inici de la Cuesta als oficials Juan Benítez i Fernando del Hoyo, amb una important quantitat de soldats i l'ordre terminant de prohibir la pujada de les tropes que guardaven el real. Els guanxes, avisats per la gent de la costa de l'arribada dels bucs, es van aprestar a la defensa. Bencomo va enviar emissaris a tots els menceyats del bàndol de guerra, que van acudir amb els seus homes, i va col·locar a uns 2.000 guerrers a La Cuesta, lloc pel qual inevitablement havia de pujar l'exèrcit castellà.
El líder guanxe va enviar a dos espies perquè, avançant pel barranc de Tahodio, baixessin a reconèixer les forces de l'enemic i observessin els seus moviments; però van ser descoberts pels soldats de Lugo, amb el que el líder guanx no va poder comptar amb una informació veraç sobre els moviments de l'exèrcit enemic abans del començament de la batalla. Aquesta situació condicionava un important avantatge estratègic inicial per a l'exèrcit castellà, al no disposar el seu enemic de cap informació certa sobre els seus moviments, malgrat l'aparent desavantatge d'haver d'ascendir per una llarga costa de diversos quilòmetres (però no de gran dificultat), flanquejada per guerrers guanxes. A més, en haver-se protegides les esquenes des del reconstituït i fortificat real, Lugo podia arriscar una mica més en l'ascensió, mentre que Bencomo no comptava amb suficients forces per cobrir un possible daltabaix i tancar el pas des de la Vega de La Laguna a l'interior de l'illa, veient-se forçat a confiar en l'agilitat dels seus guerrers i en la dificultat que els suaus cims entorn de La Laguna poguessin oferir a l'avanç castellà.

### La pujada de la Cuesta
Coneixent Fernández de Lugo les disposicions dels guanxes per mitjà de vigies natius, aixeca el real de matinada i protegit per les ombres de la nit guanya el punt més alt de La Cuesta sense ser vist, amb els setanta de cavall avançant en l'avantguarda i seguits a prop pels aproximadament mil homes que Lugo volia desplaçar als altells de La Laguna.

### Lloc de la batalla i primers enfrontaments

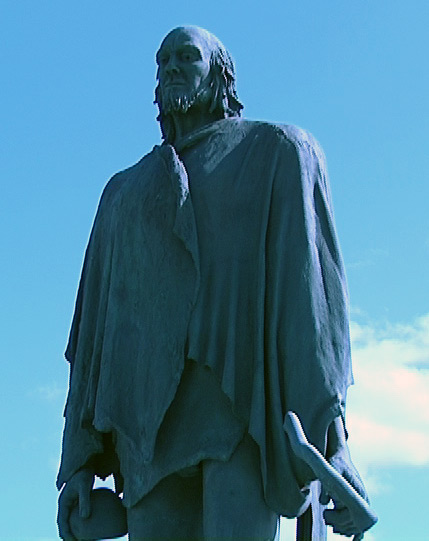
Estàtua de Bencomo

A l'alba el dia, els guanxes adverteixen amb sorpresa que l'exèrcit castellà havia ascendit la trocha de la Cuesta i dominava les llomes de la vega, per la qual cosa van retrocedir per evitar veure's sorpresos per els qui eren les seves presumptes víctimes. Bencomo reorganitza als seus homes i amb uns 5.000 corren als afores de San Cristóbal de La Laguna, amb l'ànim de tallar el pas als espanyols. Amb prou feines es va moure amb els seus homes, es va presentar a la vista l'exèrcit de Lugo. El camp que cobria l'exèrcit guanxe, encara quelcom desorganitzat i que arribava a la carrera, abastava des d'on avui està edificada l'ermita de San Cristóbal fins a la Cruz de Piedra. El centre estava manat per Bencomo, l'ala dreta per Acaymo, mencey de Tacoronte, i l'ala esquerra pel príncep Tinguaro, encara que el nom d'aquest últim està en dubte per alguns historiadors. L'exèrcit castellà s'estenia des de l'actual ermita de Gràcia, punt triat per Lugo donada la seva altura, dominant el pla, fins a les posicions ocupades per les forces de Bencomo. Basant-se en aquestes dades, Buenaventura Bonnet estima que la batalla va haver de celebrar-se en el pla que avui ocupa l'anomenat Barri del Timple, Barri Nou o Viña Nava i la Urbanització de la Verdellada. Sembla demostrat que Lugo va fixar el seu Real en el promontori existent en el que avui és la Carretera General Santa Cruz-La Laguna (TF-180), el punt que es desdobla en dos trams de calçada, un de descendent i un altre ascendent, conegut tradicionalment com a Corba de Gràcia. L'illot, que presenta una morfologia grollerament semicircular, va servir com a base per erigir després una capella commemorant la victòria castellana, l'Ermita de La nostra Senyora de Gràcia, que comparteix aquest illot amb algunes edificacions baixes destinades a tallers i habitatges, avui pràcticament abandonades. El Butlletí Oficial de Canàries (BOC), en una resolució de la Conselleria d'Educació, Cultura i Esports, decret 645 37/2006, de 9 de maig de 2006, declara la capella Bé d'Interès Cultural, amb categoria de Monument, citant que és el lloc «on segons les fonts de la conquesta es va establir el campament d'Alonso Fernández de Lugo durant la seva segona entrada a l'illa, en les dates prèvies a la batalla de La Laguna (14-11-1494)».
Començada la batalla amb l'assalt de les tropes guanxes, l'avantguarda espanyola constituïda per arcabussers i ballesters va desordenar les seves files, sembrant el terror i la mort entre els grups d'atacants guanxes. Després van entrar en acció els piquers i cavallers, ferint i matant als fugitius. Aquest primer enfrontament va durar diverses hores, amb repetits atacs frontals per part dels guerrers de Bencomo.

### La cavalleria trenca les files guanxes
Però la derrota era inevitable, donat el terreny en què es movien els combatents, pla i, per tant, favorable per als espanyols. Les tropes de Bencomo van començar a desistir, acabant per caure en una desordenada retirada quan es va advertir l'arribada de Fernando de Guanarteme al capdavant dels canaris aliats dels castellans (els guanxes del denominat Bàndol de paus), que venien del real de Santa Cruz, ascendint pels barrancs. Els últims atacs de la cavalleria van fer estralls entre els que fugien. Miguel d'Unamuno, en una poc coneguda aportació literària a la història de la batalla, escriu en referència a la càrrega de la cavalleria de Lugo, comparant-la amb les quals va efectuar després Hernán Cortés en la seva aventura americana: «I després entrava en acció el cavall, aquest monstre que tant paüra sempre va posar en els pobres indis.../... El resultat d'aquestes batalles era gairebé sempre infal·lible.../... Bencomo i els seus homes van haver d'abandonar el camp de La Laguna».

### Retirada i assetjament. Bencomo, ferit
Bencomo va caure mal ferit, també ho va estava Acaymo, i Tinguaro es trobava en desbandada, assetjat per la cavalleria; és a dir, els tres caps de l'exèrcit guanxe es trobaven en seriosos destrets. Llavors es va ordenar la retirada cap a Tacoronte. Ferit Bencomo i posada en fugida la gent d'Acaymo, les forces espanyoles reunides van atacar el mencey i al gruix de la resta de les seves tropes, impedint la seva ordenada retirada. Ja vesprejava quan, veient la impossibilitat de sostenir-se sobre el terreny davant els soldats de Lugo, Bencomo ordena la retirada cap al turó de San Roque, paratge en què podia escapar a la persecució de la cavalleria i on suposava que els seus homes podrien defensar-se millor.

### Desbandada, mort de Bencomo
Ja ferit Tinguaro en la batalla, va continuar defensant-se en la faldilla del turó de l'assetjament dels soldats de cavall, ascendint turó a amunt. Però a la part alta de la pujada sorgeix Martín Buendía, soldat espanyol que segurament procedia directament del real de Santa Cruz, a través del barranc de Santos (al peu del real castellà) que, continuant pel del Drago, s'uneix amb els alts de La Laguna. Amb la pica en alt es dirigeix a la trobada del príncep guanxe. Tinguaro, malferit i feble per la sang que perdia, li parla en guanxe per advertir-li que era príncep, però el castellà li traspassa amb la pica. Aquest succés se superposa en alguns historiadors amb el de la mort, un parell d'hores més tard, del propi Bencomo i a més entra en conflicte amb el narrat per algun historiador, segons el qual Tinguaro mor a Taoro als dos dies de la batalla, a conseqüències de les seves ferides. Espinosa cita sobre aquest tema: 
| « | Entre d'altres va barallar aquest dia valentíssim el rei de Taoro, perquè amb una alabarda, diuen es va defensar de set homes de cavall, i al cap es va escapar d'entre ells i es va pujar per la costa de San Roque. Tot i que aquests es van escapar, no va poder escapar-se un home de Buendía, que sense reconèixer ni saber que era rei (encara que ell en la seva llengua l'hi deia ser el Mencey, que és rei), com no ho entengués, no li va valer el seu regnat, que li va passar amb la llança en un barranquet estret, morint… | » |

 No obstant això, altres historiadors referencien els esdeveniments de manera diferent; Francisco P. De Luka escriu el següent, en un article publicat en la revista Awañac, núm. 1, del 2004: 
| « | A les 7 hores del dia 14 de Novembre va tenir lloc en els vessants de San Roque (La Laguna) una batalla molt renyida i igualada entre guanxes i espanyols que va ser decisiva per al trist encontre històric de l'illa. Hi va morir l'heroic Bencomo batent-se amb una pica contra 10 soldats, segons Marín de Cubas, sucumbint finalment en clavar-li Pedro Martin Buendía la seva llança al mig del pit. En la lluita va resultar ferit mortalment Tinguaro, que moriria l'endemà passat a Taoro. La causa de la derrota illenca caldria trobar-la en la mort de Bencomo, la notícia de la qual va afeblir la resistència canària produint-se en les seves files un profund descoratjament (ibidem: 124-125). | » |

Després de mort Tinguaro, el seu cadàver va ser traslladat al real dels espanyols per comprovar si era el famós capità que tant estrall va fer en la primera batalla d'Acentejo. Tants van ser els cops que va rebre el cadàver, que el rostre i el cos van quedar molt desfigurats, no podent-se confirmar els presoners guanxes si es tractava de Tinguaro o de Bencomo. L'Adelantado, en el dubte de si era un o un altre, va ordenar que li tallessin el cap i, posada en una pica, la portessin al camp enemic. Els guanxes d'Acentejo la van recollir per honrar-la amb una cerimònia fúnebre; la comitiva es va dirigir al regne o menceyat de Taoro, acompanyada per Guajara, la seva esposa, les restes del príncep guanxe.
En una última i suïcida intentona, les minvades forces guanxes, dirigides per un malferit Bencomo, tracten de trencar els alts de La Laguna, però són caçats abans d'arribar a ells per la cavalleria castellana, seguida molt de prop per piquers i rodellers, alguns dels quals van matar el cabdill guanxe, a més d'exterminar a centenars de guerrers en la seva fugida. La resta van fugir cap a Taoro. L'endemà van triar al seu fill Bentor com a nou mencey. Encara que alguns historiadors plantegen dubtes sobre la mort de Bencomo a la batalla, per a la majoria sembla indiscutible que mor en el combat, basant-se a la declaració de testimonis aportada en la informació de Margarita Guanarteme (1526), que explica com en aquesta acció «van matar el Rei Gran que es deia el Rei Venitomo de Taoro, i don Alonso de Lugo va enviar a Fernando Guanarteme perquè es veiés amb el rei Ventor, fill de Venitomo, per requerir-li que tornés amb la resposta que el nou rei no es volia donar…».
Quant a les baixes entre els guanxes durant aquesta batalla, oscil·len entre els més de 2.600 que cita Marín i Cubas, fins als 1.700 que atorga Viana. Les xifres espanyoles de morts varien, segons fonts, entre 30 i 55 morts i algunes dotzenes de ferits.

## Després de la batalla: final de la resistència guanxe
A finals del mateix any, Fernández de Lugo va penetrar des del nord de l'illa en direcció a Taoro, on uns 6.000 guerrers guanxes li esperaven en un barranc de l'actual municipi de La Victoria de Acentejo, molt a prop del lloc on s'havia produït la gran victòria guanxe mesos enrere. Però Lugo no pensava ara consentir que gens li destorbessin en els seus moviments: la cavalleria, perfectament organitzada, va carregar després de la primera pluja de sagetes, bales de canó i descàrregues d'arcabussers. La victòria castellana en el que també es va anomenar la segona batalla d'Acentejo i el subsegüent enfonsament de la resistència aborigen, va ser total. Bentor, fill de Bencomo, es va suïcidar seguint el ritual guanxe, tirant-se pel vessant de Tigaiga. La conquesta de Tenerife es va consumar, si bé l'illa no es va incorporar formalment a la corona de Castella fins a l'estiu de 1496. El paper que va poder tenir en la derrota l'anomenada "modorra guanx", nom donat per alguns historiadors a la suposada epidèmia resultant dels milers de cadàvers insepults en la primera batalla d'Acentejo (i eventualment en la d'Aguere), que hauria deixat sense forces i prostrats a gran nombre de guerrers, no està totalment certificat.

## Conseqüències per a la conquesta

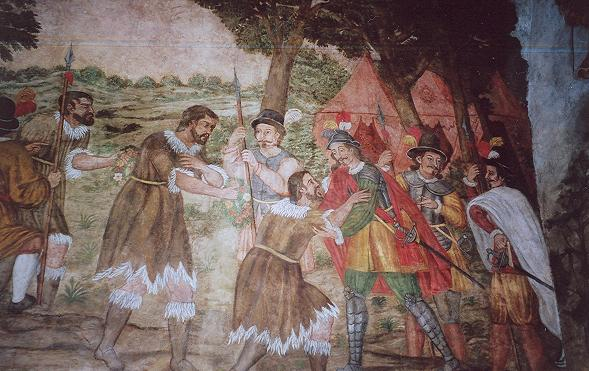
Rendició del bàndol de guerra davant Fernández de Lugo, 25 de juliol de 1496

Es pot afirmar que la batalla va decidir la conquesta de l'illa de Tenerife i va posar el punt final a la conquesta de les illes Canàries. La victòria de les tropes castellanes sobre els anomenats bàndols de guerra, Taoro, Tegueste, Tacoronte i Anaga, unida segons alguns a les plagues causades per la corrupció dels cadàvers insepults en el camp de batalla (la «modorra dels guanxes») i a la mort del seu principal líder, el mencey de Taoro, i dels seus millors capitans, va portar a les successives derrotes que van decidir el ràpid final de la resistència guanx a la conquesta.
Després de la batalla, Benytomo és nomenat mencey de Taoro i líder de la lliga contra els espanyols (bàndol de guerra). Després de la derrota en la segona batalla d'Acentejo, el bàndol de guerra accepta el 25 de juliol de 1496 la denominada Pau de Los Realejos, on Benytomo de Taoro, Acaymo de Tacoronte i Beneharo de Anaga signen el pacte pel qual els guanxes de Tenerife es cristianitzen i es confederen als regnes de les Espanyes. Al setembre de 1496, els menceyats de Adeje, Abona, Daute i el Menceyat d'Icod (l'actual Icod de los Vinos) se sumen al pacte signat prop de l'actual població de Los Realejos, mentre que petits grups residuals de rebels romanen en els cims. La conquesta castellana de l'arxipèlag canari es dona per finalitzada.

## Llista de termes relacionats
- Adelantado: oficial d'un rei castellà o espanyol en una marca fronterera, terreny de conquesta o regió inexplorada, que li representava en aquest lloc.
- Faican: (o faycán) religiós o xaman que assessorava als reis tribals (guanartemes) de l'illa de Gran Canària.
- Bàndol de Guerra: els menceyats o comarques d'una illa enfrontats militarment als castellans.
- Bando de paus: els menceyats o comarques d'una illa que eren partidaris o aliats dels castellans.
- Banote: o banot, en guanxe, llança curta de fusta rústicament confeccionada, generalment amb la punta endurida al foc.
- Benhaorites: o benahorites, aborígens de La Palma.
- Guanx: aborigen de Tenerife i la seva llengua.
- Real: plaça forta o campament fortificat on residia la tropa i el seu comandant, durant una expedició militar.
- Sigoñe: cap guerrer
- Tagoror: en guanxe, "lloc de reunió". Es tractava de les juntes o assemblees dels diferents menceyats d'una illa, per tractar temes de gran importància i interès comú. També la plaça pública d'una vila.
- Tamarco: en guanxe, capa de pell d'ovella o cabra, usada pels guanxes per vestir-se, abrigar o protegir.
- Mencey: en guanxe, rei, monarca o cap guerrer d'una de les comarques en què es dividia l'illa de Tenerife, excepte Lanzarote i El Hierro, que estaven formades per un sol regne.
- Menceyats: derivado del guanxe, nom de les comarques o demarcacions territorials sota la jurisdicció d'un mencey, rei o cap guerrer a Tenerife, que tenia nou regnes o menceyats.